# Saint-Germain-les-Vergnes
Saint-Germain-les-Vergnes este o comună în departamentul Corrèze din centrul Franței. În 2009 avea o populație de 980 de locuitori.

## Evoluția populației
| An        | 1975 | 1982 | 1990 | 1999 | 2006 | 2009 |
| --------- | ---- | ---- | ---- | ---- | ---- | ---- |
| Populație | 818  | 854  | 914  | 844  | 916  | 980  |